# Ремингтон (филм)
„Ремингтон ” је југословенски и словеначки филм из 1988. године.

## Улоге
| Глумац         | Улога            |
| -------------- | ---------------- |
| Марио Селих    | Оскар Кос        |
| Лара Бохинц    | Лана             |
| Јожеф Ропоша   | Инспектор Розман |
| Емил Церар     | Јан              |
| Полде Бибич    | Кеепер           |
| Бернарда Оман  | Владка Розман    |
| Метод Певец    | Милан            |
| Софија Симић   | Рецептионист     |
| Љуба Тадић     |                  |
| Андреас Валдес | Конобар          |